# Le Mort amoureux
Ne doit pas être confondu avec La Morte amoureuse.
Le Mort amoureux (死びとの恋わずらい, Shibito no Koiwazurai) (Lovesick Dead en anglais) est un recueil de shōjo mangas de Junji Itō, prépubliés dans le magazine Nemuki entre mai 1996 et novembre 1996 puis publié par Asahi Sonorama en un volume relié sorti en mai 1997. La version française a été éditée par Tonkam dans la collection « Frissons » en un tome sorti en juin 2013.
Ce recueil fait partie de la « Itoh Junji Kyofu Manga Collection (伊藤潤二恐怖マンガＣｏｌｌｅｃｔｉｏｎ) », publié sous le no 15 au Japon et en France.

## Publication
| no | Japonais       | Japonais       | Français       | Français          |
| no | Date de sortie | ISBN           | Date de sortie | ISBN              |
| --- | -------------- | -------------- | -------------- | ----------------- |
| 1 | 1er mai 1997   | 978-4257902966 | 5 juin 2013    | 978-2-7595-0101-4 |
| Liste des chapitres : - 1er récit : Prédictions sanglantes (第１話 四つ辻の美少年, Dai-1 Hanashi: Yotsutsuji no Bishounen) - 2e récit : La Femme tourmentée (第２話 悩む女, Dai-2 Hanashi: Nayamu Onna) - 3e récit : L'Ombre (第３話 影, Dai-3 Hanashi: Kage) - 4e récit : Des clameurs dans la nuit (第４話 絶叫の夜, Dai-4 Hanashi: Zekkyō no Yoru) |                |                |                |                   |

## Adaptation
Le manga a été adapté en film live sous le titre Love Ghost, sorti en 2001 au Japon.

### Première parution
1. ↑  Nemuki, mai 1996.
2. ↑  Nemuki, juillet 1996.
3. ↑  Nemuki, septembre 1996.
4. ↑  Nemuki, novembre 1996.

### Édition japonaise
Asahi Sonorama
1. 1 2  (ja) « Tome 1 », sur amazon.co.jp.

### Édition française
Tonkam
1. 1 2  (fr) « Tome 1 »(Archive.org • Wikiwix • Archive.is • Google • Que faire ?).